# Santa Cruz de Bárcenas
Santa Cruz de Bárcenas es una localidad del estado mexicano de Jalisco. Es parte del municipio de Ahualulco de Mercado.

## Toponimia
El nombre «Santa Cruz» hace referencia al patronazgo de la localidad: la Santa Cruz de Cristo.

## Demografía
| Gráfica de evolución demográfica |
|                                  |

| Censo | Población |
| ----- | --------- |
| 1900  | 1 095     |
| 1910  | —         |
| 1921  | 1 253     |
| 1930  | 756       |
| 1940  | 740       |
| 1950  | 876       |
| 1960  | 1 003     |
| 1970  | 1 307     |
| 1980  | 1 726     |
| 1990  | 1 341     |
| 2000  | 1 494     |
| 2010  | 1 546     |
| 2020  | 1 610     |